# المقهى الأوروبي
المقهى الأوروبي: الحياة في أوروبا بعد انهيار الشيوعية (بالإنجليزية: Café Europa: Life After Communism) كتاب نُشر في عام 1996 للكاتبة الكرواتية سلافينكا دراكولتش. يتحدث الكتاب عن خبرات شعوب أوروبا الشرقية وتقهقر الشيوعية وانهيار الستار الحديدي. بينما كانت سلافينكا تلاحظ تحرير المظلومين سابقاً، كانت تعقيباتها الاجتماعية تبين تداعيات انهيار الشيوعية وعدم إحراز أي تقدم منذ نهاية الهيمنة السوفييتية.

## المواضيع

### يوغوسلافيا
تتناول في هذا الموضوع عن حياتها كيف كانت في يوغسلافيا الشيوعية، وتقارن الكاتبة سلافينكا دراكولتش حياتها مع الشعوب التي كانت تعيش ضمن دول حلف وارسو. تشير أنها دائماً كانت تشعر بأنها متفوقة عليهم، بما أن نظام جوزيف بروز تيتو أتاح كلاً من ارتفاع مستوى المعيشة وقدراً كبيراً في حرية الحركة. بالرغم من سبل الراحة هذه، كانت يوغوسلافيا بالنسبة للكاتبة مجرد سجناً أكبر.

### الفقر والحرمان
أثناء زيارتها لدول أوروبا الشرقية مثل رومانيا وبلغاريا لاحظت الكاتبة تدهور البنية التحتية الوطنية، مثل أنظمة الصرف الصحي. هذا التراجع قامت بتلخيصه بأن جزء منه يعود إلى عقلية ما بعد الشيوعية.

### طموحات إلى هوية أوروبية
حسب الكاتبة دراكولتش، فإن دول أوروبا الشرقية المحررة حديثاً تطمح بالالتحاق بمجتمعات أوروبا الغربية، واللاتي انقطعوا عنها لمدة تزيد عن الخمسين سنة بسبب الاتحاد السوفييتي. ومع ذلك، فإن حلف الناتو ودول الاتحاد الأوروبي لا يشعران بذلك، ومن الممكن أن يُنظر إلى «أوروبا» على أنها مجرد إنشاءات في الأذهان في أوروبا الشرقية. ومع ذلك فإن دراكورليتش تحذر بـ«أننا كلنا ألبانيون»، ولا يمكن أن ننسى تراثنا المشترك.

### السلطوية في مرحلة ما بعد الاستقلال في كروايتا
بالرغم من إزالة جميع الحكومات الشيوعية في جميع أنحاء أوروبا، فإن دراكوليتش تشعر بالاستياء بأن تجد أن في وطنها كرواتيا أن الفراغ السياسي لم يتم ملؤه بحكومة ديمقراطية تماماً. الرئيس تودجمان كان يحكم بقبضةٍ سلطوية، وبالكثير من البيروقراطية المليئة بالأباراتشيك السابقين. وحالياً وبالرغم من انتهاء الماضي الشيوعي، فبرأي دراكوليتش أن قادة كرواتيا يستدعوا ذاكرة دولة كرواتيا الفاشية في الحرب العالمية الثانية.

## روابط خارجية
- الموقع الرسمي لسلافينكا دراكوليتش
- قراءة عينة مجانية من كتاب المقهى الأوروبيّ باللغةِ العربيّة